# 2001 în științifico-fantastic
- 2000 în științifico-fantastic — 2001 în științifico-fantastic — 2002 în științifico-fantastic

2001 în științifico-fantastic implică o serie de evenimente:
- a 23-a ediție Eurocon, Capidava, România
- 30 august - 3 septembrie - a 59-a ediție Worldcon, Philadelphia, președinte: Todd Dashoff. Invitați de onoare: Greg Bear (autor), Stephen Youll (artist), Gardner Dozois (editor) și George Scithers (fan)

## Nașteri și decese

### Decese
- Douglas Adams (n. 1952)
- Poul Anderson (n. 1926)
- Otto Bonhoff (n. 1931)
- Ronald Chetwynd-Hayes (n. 1919)
- Kay Cicellis (n. 1926)
- Jürgen Dahl (n. 1929)
- Gordon R. Dickson (n. 1923)
- Fred Hoyle (n. 1915)
- Robert Ludlum (n. 1927)
- Angus MacVicar (n. 1908)
- Luigi Naviglio (n. 1936)
- Corneliu Omescu (n. 1936)
- Juri Pawlowitsch Safronow (n. 1928)
- Karl von Wetzky (n. 1935)

## Cărți

### Romane
- Cronoliții de Robert Charles Wilson
- Cruciada lui Moreaugarin de Ovidiu Bufnilă
- Dune: Casa Corrino de Brian Herbert și Kevin J. Anderson
- Umbra Hegemonului de Orson Scott Card
- The Night of the Triffids de Simon Clark
- Zei americani de Neil Gaiman

## Filme
| Titlu                                                             | Regizor                                 | Distribuție                                             | Țara                       | Sub-Gen /Note        |
| ----------------------------------------------------------------- | --------------------------------------- | ------------------------------------------------------- | -------------------------- | -------------------- |
| A.I. Artificial Intelligence                                      | Steven Spielberg                        | Haley Joel Osment, Jude Law, Frances O'Connor           | Statele Unite ale Americii | dramatic, aventuri   |
| Atlantis: The Lost Empire                                         | Gary Trousdale, Kirk Wise               |                                                         | Statele Unite ale Americii | animație             |
| Avalon                                                            | Mamoru Oshii                            | Malgorzata Foremniak, Wladyslaw Kowalski, Jerzy Gudejko | Japonia                    | fantezie, dramatic   |
| The American Astronaut                                            | Cory McAbee                             | Rocco Sisto, Annie Golden                               | Statele Unite ale Americii | muzical, comedie     |
| Donnie Darko                                                      | Richard Kelly                           | Jake Gyllenhaal, Jena Malone, Drew Barrymore            | Statele Unite ale Americii | thriller psihologic  |
| Electric Dragon 80.000 V                                          | Sogo Ishii                              | Masatoshi Nagase                                        | Japonia                    | fantezie, dramatic   |
| Evolution                                                         | Ivan Reitman                            | David Duchovny, Orlando Jones, Seann William Scott      | Statele Unite ale Americii | comedie              |
| Final                                                             | Campbell Scott                          | Denis Leary, Hope Davis, Maureen Anderman               | Statele Unite ale Americii | dramatic, thriller   |
| Final Fantasy: The Spirits Within                                 | Hironobu Sakaguchi, Motonori Sakakibara |                                                         | Statele Unite ale Americii | animație             |
| Ghosts of Mars                                                    | John Carpenter                          | Ice Cube, Natasha Henstridge, Jason Statham             | Statele Unite ale Americii | acțiune, horror      |
| Godzilla, Mothra and King Ghidorah: Giant Monsters All-Out Attack | Shusuke Kaneko                          |                                                         | Japonia                    | kaiju                |
| Hey, Happy!                                                       | Noam Gonick                             |                                                         | Canada                     | comedie, fantastic   |
| Jurassic Park III                                                 | Joe Johnston                            | Sam Neill, William H. Macy, Téa Leoni                   | Statele Unite ale Americii | acțiune, aventuri    |
| K-PAX                                                             | Iain Softley                            | Kevin Spacey, Jeff Bridges, Mary McCormack              | Statele Unite ale Americii | dramatic, de mister  |
| The Lost Skeleton of Cadavra                                      | Larry Blamire                           | Larry Blamire, Fay Masterson, Brian Howe                | Statele Unite ale Americii | comedie              |
| Metropolis                                                        | Rintaro                                 |                                                         | Japonia                    | anime                |
| Mind Storm                                                        | Richard Pepin                           | Antonio Sabato, Jr., Emmanuelle Vaugier, Eric Roberts   | Statele Unite ale Americii | mister, de groază    |
| Nabi                                                              | Moon Seung-wook                         | Kim Ho-jung, Kang Hye-jeong, Jang Hyun-sung             | Coreea de Sud              | psihologic, dramatic |
| The One                                                           | James Wong                              | Jet Li, Carla Gugino, Delroy Lindo                      | Statele Unite ale Americii | acțiune, thriller    |
| Planet of the Apes                                                | Tim Burton                              | Mark Wahlberg, Tim Roth, Helena Bonham Carter           | Statele Unite ale Americii | acțiune, aventură    |
| The Princess Blade                                                | Shinsuke Sato                           | Hideaki Ito, Yumiko Shaku, Shiro Sano                   | Japonia                    | acțiune              |
| Replicant                                                         | Ringo Lam                               | Jean-Claude Van Damme, Michael Rooker                   | Statele Unite ale Americii | acțiune, thriller    |
| The Strange Case of Señor Computer                                | Tom Sawyer                              | Rick Ziegler, Gladys Hans                               | Statele Unite ale Americii | comedie              |
| Vanilla Sky                                                       | Cameron Crowe                           | Tom Cruise, Penélope Cruz, Cameron Diaz                 | Statele Unite ale Americii | psihologic, thriller |
|                                                                   |                                         |                                                         |                            |                      |

### Filme TV
- Earth vs. the Spider de Scott Ziehl. Refacere a filmului omonim din 1958 regizat de Bert I. Gordon

## Seriale TV
- Cyborg 009, sezonul I
- Final Fantasy Unlimited, sezonul I
- Smallville, sezonul I
- Samurai Jack, sezonul I
- Star Trek: Enterprise, sezonul I

## Jocuri video
- Star Wars: Starfighter, LucasArts, Blitz Games
- Fallout Tactics: Brotherhood of Steel, Micro Forté
- Star Trek: Away Team, Reflexive Entertainment
- Armored Core 2: Another Age, FromSoftware
- Red Faction, Volition
- Myst III: Exile, Presto Studios
- Phantasy Star Online, Sonic Team
- Anachronox, Ion Storm
- Dragonriders: Chronicles of Pern, Ubisoft

## Premii
Premiul Saturn
- Cel mai bun film SF: Inteligență artificială: IA  de Steven Spielberg

Premiul Nebula pentru cel mai bun roman
- The Quantum Rose de Catherine Asaro

Premiul Hugo pentru cel mai bun roman
- Harry Potter și Pocalul de Foc de J.K. Rowling

Premiul Arthur C. Clarke
- Perdido Street Station de China Miéville